# بينغ وو
بينغ وو (بالإنجليزية: Ping Wu)‏ هو ممثل أمريكي، ولد في 16 يونيو 1956 بنيو هيفن في الولايات المتحدة.

## أعمال

### أفلام
- (1990) صيد أكتوبر الأحمر[3][4][5]
- (1991) نقطة فاصلة[6]
- (1998) ستة أيام، سبعة ليالي[7]
- (2000) قواعد الاشتباك[8]
- (2001) بيرل هاربر[9][10][11]
- (2009) أحبك يا رجل[12]
- (2014) مدراء فظيعون 2[13]

### مسلسلات
- اسمي إيرل
- الجميع يحب رايموند
- بوشنغ ديزيز[14]
- تشاك
- تشريح غراي
- ذا كينغ أوف كوينز
- ذا ميدل
- رجلان ونصف
- شابة وجائعة
- كاسل

## وصلات خارجية
- بينغ وو على موقع IMDb (الإنجليزية)
- بينغ وو على موقع ألو سيني (الفرنسية)
- بينغ وو على موقع أول موفي (الإنجليزية)
- بينغ وو على موقع قاعدة بيانات الأفلام السويدية (السويدية)
- بينغ وو على موقع قاعدة بيانات الفيلم (الإنجليزية)
- بينغ وو على موقع كينوبويسك (الروسية)